# Douglas Santos
Douglas dos Santos Justino de Melo (João Pessoa, 22 maart 1994) – alias Douglas Santos – is een Braziliaans voetballer die doorgaans als linksback speelt. Hij verruilde Hamburger SV in juli 2019 voor FK Zenit. Douglas Santos debuteerde in 2016 in het Braziliaans voetbalelftal.

## Clubcarrière
Douglas Santos debuteerde op 16 februari 2012 in het betaald voetbal in het shirt van Náutico, tegen Central. Tien dagen later maakte hij zijn eerste doelpunt, tegen Belo Jardim. Douglas Santos debuteerde op 19 juli 2012 in de Braziliaanse Série A, tegen Ponte Preta. Hij maakte op 11 oktober 2012 zijn eerste doelpunt op het hoogste niveau, tegen opnieuw Ponte Preta.

## Clubstatistieken
| Seizoen | Club               | Competitie       | Competitie | Competitie | Beker | Beker | Internationaal | Internationaal | Totaal | Totaal |
| Seizoen | Club               | Competitie       | Wed.       | Dlp.       | Wed.  | Dlp.  | Wed.           | Dlp.           | Wed.   | Dlp.   |
| ------- | ------------------ | ---------------- | ---------- | ---------- | ----- | ----- | -------------- | -------------- | ------ | ------ |
| 2012    | Náutico            | Série A          | 22         | 1          | 0     | 0     | —              | —              | 22     | 1      |
| 2013    | Náutico            | Série A          | 0          | 0          | 2     | 0     | 0              | 0              | 2      | 0      |
| 2013/14 | Granada CF         | Primera División | —          | —          | —     | —     | —              | —              | 0      | 0      |
| 2013/14 | → Udinese          | Serie A          | 3          | 0          | 0     | 0     | —              | —              | 3      | 0      |
| 2013/14 | Udinese            | Serie A          | 0          | 0          | 0     | 0     | —              | —              | 0      | 0      |
| 2014    | → Atlético Mineiro | Série A          | 13         | 1          | 6     | 0     | 0              | 0              | 19     | 1      |
| 2015    | → Atlético Mineiro | Série A          | 13         | 0          | 0     | 0     | 6              | 0              | 19     | 0      |
| 2015    | Atlético Mineiro   | Série A          | 18         | 0          | 2     | 0     | 0              | 0              | 20     | 0      |
| 2016    | Atlético Mineiro   | Série A          | 10         | 0          | 1     | 0     | 10             | 0              | 21     | 0      |
| 2016/17 | Hamburger SV       | Bundesliga       | 20         | 0          | 2     | 0     | —              | —              | 22     | 0      |
| 2017/18 | Hamburger SV       | Bundesliga       | 27         | 1          | 1     | 0     | —              | —              | 28     | 1      |
| 2018/19 | Hamburger SV       | 2. Bundesliga    | 33         | 1          | 5     | 1     | —              | —              | 38     | 2      |
| 2019/20 | FK Zenit           | Premjer-Liga     | 28         | 0          | 4     | 0     | 6              | 0              | 38     | 0      |
| 2020/21 | FK Zenit           | Premjer-Liga     | 28         | 3          | 0     | 0     | 5              | 0              | 33     | 3      |
| 2021/22 | FK Zenit           | Premjer-Liga     | 27         | 0          | 2     | 1     | 7              | 0              | 36     | 1      |
| 2022/23 | FK Zenit           | Premjer-Liga     | 28         | 0          | 7     | 0     | —              | —              | 35     | 0      |
| 2023/24 | FK Zenit           | Premjer-Liga     | 4          | 0          | 1     | 0     | —              | —              | 5      | 0      |
| Totaal  | Totaal             | Totaal           | 274        | 7          | 33    | 2     | 34             | 0              | 341    | 9      |

Bijgewerkt op 17 augustus 2023.

## Erelijst
| Competitie              |                  |                  |                  |                  |
| Competitie              | Aantal           | Jaren            |                  |                  |
| Atlético Mineiro        | Atlético Mineiro | Atlético Mineiro | Atlético Mineiro | Atlético Mineiro |
| ----------------------- | ---------------- | ---------------- | ---------------- | ---------------- |
| Copa do Brasil          | 1x               | 2014             |                  |                  |
| Olympisch team Brazilië |                  |                  |                  |                  |
| Olympisch kampioen      | 1x               | 2016             |                  |                  |

## Interlandcarrière
Douglas Santos maakte deel uit van Brazilië –20, –21 en –23. Hij won met het Braziliaans olympisch team goud op de Olympische Zomerspelen 2016. Hij speelde dat toernooi mee in alle zes de wedstrijden van de Brazilianen. Douglas Santos debuteerde op 30 mei 2016 in het Braziliaans voetbalelftal, in een met 0–2 gewonnen oefeninterland in en tegen Panama.
1 Vasjoetin ·
2 Tsjistjakov ·
3 Santos  ·
4 Kroegovoj ·
5 Barrios ·
6 Fernandes ·
8 Wendel ·
10 Isidor ·
11 Claudinho ·
15 Karavajev ·
16 Adamov ·
17 Mostovoj ·
18 Kovalenko ·
19 Soetormin ·
21 Jerochin ·
25 Eraković ·
28 Alip ·
30 Cassierra ·
31 Mantuan ·
33 Sergejev ·
37 Queiroz ·
41 Kerzjakov ·
55 Rodrigão ·
77 Renan ·
79 Vasiljev ·
Coach: Semak
· Assistent-coach: Anjoekov
· Assistent-coach: Oliveira
· Assistent-coach: Simoetenkov
· Assistent-coach: Tymosjtsjoek
1 Weverton ·
2 Zeca ·
3 Rodrigo Caio ·
4 Marquinhos ·
5 Renato Augusto ·
6 Douglas Santos ·
7 Luan Vieira ·
8 Rafinha ·
9 Gabriel Barbosa ·
10 Neymar  ·
11 Gabriel Jesus ·
12 Walace ·
13 William ·
14 Luan Garcia ·
15 Rodrigo Dourado ·
16 Thiago Maia ·
17 Felipe Anderson ·
18 Uilson ·
Coach: Micale